# Вахіде Перчин
Вахіде́ Перчи́н (тур. Vahide Perçin; нар. 13 червня 1965, Ізмір, Туреччина) — турецька акторка театру та кіно. В Україні відома за роллю Хюррем Султан у серіалі «Величне століття. Роксолана» та за роллю Зехри в серіалі «Сила кохання Феріхи».

## Біографія
Вахіде Перчин народилася в сім'ї грецьких емігрантів, що переїхали до Туреччини на початку XXI століття. Батько — водій вантажівки, мати — домогосподарка. Після закінчення середньої школи вступила на факультет образотворчого мистецтва (театральне відділення). 
Перший час працювала у місцевому театрі. У 2003 році переїхала в Стамбул, центр кіноіндустрії Туреччини, де незабаром отримала роль у серіалі «Казка про Стамбул». Великим її успіхом стала роль Зехри в серіалі «Назвала я її Феріха». У 2013 році почала зніматися в серіалі «Величне століття», замінивши Мер'єм Узерлі, яка пішла через вагітність. 
У 1991 році одружилася з актором Алта́ном Гьордю́мом. Вони разом працювали в театрі в Ізмірі, потім не раз перетиналися на знімальному майданчику. У 1994 році народила дочку Алез́і. 
Під час роботи над серіалом «Назвала я її Феріха» в акторки діагностовано рак молочної залози. Покинувши проєкт, поборола хворобу за підтримки родини, шанувальників та колег і повернулася у професію. У 2016 р. знімалася у фільмі «Мама».

## Фільмографія
| Рік       | Українська назва        | Оригінальна Назва     | Роль                           | Телеканал (Україна)      |
| Фільми    | Фільми                  | Фільми                | Фільми                         | Фільми                   |
| --------- | ----------------------- | --------------------- | ------------------------------ | ------------------------ |
| 2005      | Розкажи Стамбул         | Anlat Istanbul        | Гюррем                         |                          |
| 2006      | Перше кохання           | İlk Aşk               | Невин                          |                          |
| 2007      | З Новим роком, Лондоне! | Ivi Seneler Londra    | Ферда                          |                          |
| 2008      | Машини революції        | Devrim Arabaları      | Суна                           |                          |
| 2010      | Зефір                   | Zefir                 | Ай                             |                          |
| 2013      | Пані Айхан              | Ayhan Hanım           | Айхан                          |                          |
| Серіали   |                         |                       |                                |                          |
| 2004      | Казка про Стамбул       | Bir İstanbul Masalı   | Сузан Козан                    |                          |
| 2005      | Поліцейські злодії      | Hırsız Polis          | Фулія                          |                          |
| 2007—2008 | Матінка                 | Annem                 | Зейнер Егілмез                 |                          |
| 2011—2012 | Сила кохання Феріхи     | Adını Feriha Koydum   | Зехра Йилмаз                   | 1+1, Бігуді              |
| 2012      | Здрастуй, життя         | Merhaba Hayat         | Деніз Корель                   |                          |
| 2013—2014 | Величне століття        | Muhteşem Yüzyıl       | Хюррем Султан (у зрілому віці) | 1+1, 1+1 Україна, Бігуді |
| 2016—2017 | Мама                    | Anne                  | Гьонул Аслан                   | 1+1, Бігуді              |
| 2018—2020 | Одного разу в Чукурова  | Bir Zamanlar Cukurova | Хюнкар Яман                    |                          |
| 2022—2024 | Зрада                   | Aldatmak              | Гюзіде Єнерсой                 | Бігуді                   |